# Dolmen de las Balanzas
El Dolmen de las Balanzas o de la Caseta de las Balanzas o de Almazorre o de Eripol es una estructura megalítica del III milenio a. C. que se encuentra a 882 msnm de altitud en las proximidades de la localidad de Almazorre en la Sierra de Guara en la provincia de Huesca.

## Descripción
Localizado en la cabecera del río Vero en medio de un denso carrascal sobre la suave ladera oriental del Tozal de Mata en el norte de Almazorre, el dolmen se compone de cámara y túmulo. El túmulo, compuesto por piedras calizas de entre 5 y 40 cm y levantado como máximo 60 cm, tiene forma circular. 
La cámara, debido al efecto de la inclinación de las losas, es de planta ligeramente trapezoidal. Dos de las tres losas laterales han quedado en pie. La losa de cubierta, que se halla caída en el suelo y desplazada de su lugar, mide 2,30 x 1,70 x 0,10 m.
Fue excavado en 1986 y 1987. En las excavaciones han aparecido material óseo humano y ajuar megalítico.